# نظام التضاريس البشرية
نظام التضاريس البشرية، هو برنامج دعم قيادة الولايات المتحدة للتدريب العقائدي لتوظيف أشخاص من مختلف تخصصات العلوم الاجتماعية –مثل علم الأنثروبولوجيا، علم الاجتماع، العلوم السياسية، الدراسات الإقليمية واللغويات– لتمكين القادة العسكريين والموظفين من فهم السكان المحليين (أي «التضاريس البشرية») في المناطق التي يتم نشرها فيها.
تم تطوير مفهوم نظام التضاريس البشرية لأول مرة في ورقة أعدتها مونتغمري ماكجيت وأندريا جاكسون في 2005، التي اقترحت نسخة تجريبية من المشروع رداً على «الثغرات المحددة في الجيش الأمريكي لفهم القادة والموظفين للسكان المحليين والثقافة»، كما أصبحت مرئية بشكل خاص خلال الغزو الأمريكي للعراق وأفغانستان. أُطلق نظام التضاريس البشرية فيما بعد كبرنامج إثبات للمفهوم، تديره قيادة جيش الولايات المتحدة للتدريب والمذهب. في فبراير 2005 تم نشر خمسة من فرق نظام التضاريس البشرية بين العراق وأفغانستان. منذ عام 2007 كبر نظام التضاريس البشرية من خمسة فرق منشرة بميزانية 20 مليون دولار لسنتين، إلى 31 فريق منشر بميزانية سنوية بـ150 مليون دولار. أصبح نظام التضاريس البشرية برنامجاً دائماً للجيش الأمريكي في 2010.
ومنذ إطلاقه، كان نظام التضاريس البشرية محاطا بالجدل.
في حين أن البرنامج تلقى في البداية تغطيه إيجابية من وسائل الإعلام الأمريكية، إلا أنه سرعان ما أصبح موضع انتقادات شديدة –خاصة من علماء الأنثروبولوجيا، وانتُقد أيضاً من الصحفيين والمسؤولين العسكريين وموظفي نظام التضاريس البشرية والموظفين السابقين. وعلى وجه الخصوص، في 31 أكتوبر عام 2007،  نشر المجلس التنفيذي لجمعية الأنثروبولوجيا الأمريكية بياناً يعارض نظام التضاريس البشرية باعتباره «تطبيقا غير مقبول للخبرة الأنثروبولوجية» التي تتعارض مع أخلاقيات الجمعية الأنثروبولوجيا الأمريكية. بعد نشر تقرير عن نظام التضاريس البشرية من قبل اللجنة المعنية بعمل الأنثروبولوجيا مع الأمن والمخابرات الأمريكية في 2009. أصدرت جمعية الأنثروبولوجيا الأمريكية بيان آخر بعدم الموافقة، أعادوا نشر هذا البيان في 2012 بعد شائعات تقول عن انتهاء الجدل. تطور البرنامج إلى آلية لدعم مساعدة قوات الأمن. أنهى البرنامج عملياته في 30 سبتمبر عام 2014.

## خلفية
كان نظام التضاريس البشرية بالمعنى المباشر رداً على المخاوف المتعلقة بسوء أدارة العمليات العسكرية الأمريكية في العراق وأفغانستان، وخاصة الآثار السلبية «لأوجه النقص» المعترف بها في «التفاهم الثقافي» العسكري الأمريكي لهذه الدول. في عام 2006، أطلق البنتاغون نظام التضاريس البشرية، وهو المقر الرئيسي لوزارة دفاع الولايات المتحدة.
على أي حال، اقترح المحللون والأكاديميون العسكريون أيضاً السياقات التاريخية السابقة لتطوير البرنامج.

### كوردس: سابقة عسكرية أمريكية
احتج عدد من المسؤولين العسكريين على العمليات المدنية ودعم التنمية الريفية (كوردس) –وهو برنامج مكافحة تمرد أطلقه جيش الولايات المتحدة خلال الحرب الفيتنامية، كسابقة لنظام التضاريس البشرية. في بند تأسيس نظام التضاريس البشرية، وصف مجموعة من المحللين السياسيين، كيب وآخرون، البرنامج على أنه «كوردس» القرن العشرين. تقدر الأجهزة الكوردس على أنه برنامج ناجح وفعال يرتكز على الإيمان بأن الحرب ستكون بنهاية المطاف إما رابحة أو خاسرة لكن ليس في ساحة المعركة، بل في النضال من أجل ولاء الشعب. يعتبر كيبت آيت آل أن المشاكل الأساسية في برنامج الكوردس هو افتقاره لتسهيلات كافية وأنه «بدأ في وقت متأخر جداً وانتهى قريباً جداً». على هذا النحو قالوا إنها قدمت «العديد من الدروس الهامة» لإرشاد تطوير نظام التضاريس البشرية باعتباره برنامج فعال للاستخبارات الثقافية بحيث يمكنها أن تدعم التكتيك والتنفيذ على مستوى القادة اليوم.
على عكس ذلك، شد نقاد نظام التضاريس البشرية الانتباه إلى أنه في فيتنام، تم تشغيل برنامج الكوردس بالتزامن مع برنامج الفونيكس (برنامج صممته وكالة الاستخبارات الأمريكية خلال حرب فيتنام، شمل تعاون بين الجيوش الـأمريكية والفيتنامية الجنوبية والأسترالية)، الذي استخدم معلومات تم جمعها عن طريق برنامج الكوردس، في جهودها الرامية «لإضعاف» مؤيدي الفيتكونغ (عن طريق الاغتيال والتسلل والأسر).

### تاريخ مفهوم «التضاريس البشرية»
تم تعريف مفهوم «التضاريس البشرية» في الوثائق العسكرية المتعلقة بنظام التضاريس البشرية على أنها التعداد السكاني في البيئة الجاهزة للعمل، كما تتميز بالبيانات الاجتماعية، الثقافية والأنثروبولوجية والإثنولوجية وغيرها من المعلومات غير الجغرافية. وفقا لروبرتو جي غونزاليس (أستاذ مشارك في علم الأنثروبولوجيا في جامعة سان خوسيه الحكومية، وواحد من النقاد الأكثر صخباً في نظام التضاريس البشرية)، يمكن إرجاع هذا المفهوم مرة أخرى إلى تقرير صُدر عام 1968 من قبل لجنة أنشطة مجلس النواب الأمريكي عن «التهديد المتصور من مجموعة بلاك بانثر وغيرهم من الجماعات المسلحة». ويقول إن المفهوم اكتسب بشكل تدريجي شعبية واستخدام، في الجيش وأماكن أخرى، من خلال كتابة المسؤولين العسكريين، مثل رالف بيترز، والخبراء، مثل ماكس بوت.

### تاريخ المشاركة الأنثروبولوجية مع الجيش
شد معلقون نظام التضاريس البشرية الانتباه إلى التاريخ الطويل للمشاركة الأنثروبولوجية في العمليات العسكرية في الولايات المتحدة وأوروبا على الرغم من الأسباب المختلفة.
في عام 2005 ناقش مقال مونتغمري مكفات (كبار علماء نظام التضاريس البشرية الاجتماعية منذ عام 2007 إلى 2010، وعلماء الأنثروبولوجيا من خلال التدريب) أن الأنثروبولوجيا ولدت بوصفها «انضباطاً حربياً»، بعد أن خدمت في تاريخها المبكر بوصفها «خادمة الاستعمار». واقترحت أن الأنثروبولوجيا تراجعت <إلى برج العاج> في أعقاب حرب فيتنام، وادعت أن الأنثروبولوجيا يجب أن تشارك في تطوير <التطبيقات العسكرية للمعارف الثقافية>. ديفيد برايس (أستاذ علم الأنثروبولوجيا وعلم الاجتماع في جامعة سانت مارتن) لاحظ أيضاً أن الأنثروبولوجيا والحروب «اندمجت» عدة مرات من قبل، لكنه جادل بأن الفرق مع <نظام التضاريس البشرية> هو أن البرنامج قد «تم تحديده بوضوح» بأنه يشمل أنشطة خانت «المعايير الأخلاقية الأساسية لحماية مصالح الوجود للدراسة السكانية».
كما قال نيل أل وايتهيد (أستاذ الأنثروبولوجيا في جامعة ويسكونسن ماديسون) إن «التعاون» بين النظرية الأنثروبولوجية والممارسة الاستعمارية «لا شيء جديد»، لكن أشار أن هذا التاريخ، وخاصة التطورات الأخيرة مثل نظام التضاريس البشرية ومبادرة مينيرفا، ينبغي أن تحث على إعادة تقييم عاجل وتحول في المنهجية الأنثروبولوجية.

## «التحول الثقافي» في الجيش الأمريكي
وصف عدد من المعلقين على نظام التضاريس البشرية البرنامج على أنه جزء من «تحول ثقافي» في السياسة العسكرية الأميركية، وخاصة فيما يتعلق بالحرب على الإرهاب.
وفقاً لما ذكره المعلقون، فإن هذا التحول الثقافي تميز بزيادة الاستراتيجية التي تركز على استخدام «المعرفة الثقافية»، أي تعزيز وتمويل عدد متزايد من مشاريع «المعارف الثقافية» في دوائر الجيش الأمريكي والأمن الوطني، مثل نظام التضاريس البشرية، ومبادرة منيرفا، برنامج بات روبرتس لذكاء العلماء، وتفضيل نهج «ألطف» لمكافحة التمرد الذي يعطي الأولوية للجهود الموجهة نحو «كسب القلوب والعقول» على الإجراءات الحركية (أي استخدام القوة العسكرية).